# Лунъянь
Лунъя́нь (кит. упр. 龙岩, пиньинь Lóngyán) — городской округ в провинции Фуцзянь КНР.

## История
Во времена империи Тан в 736 году была создана Тинчжоуская область (汀州). В 742 году она была переименована в Линьтинский округ (临汀郡), но уже в 758 году вновь стала Тинчжоуской областью. После монгольского завоевания и образования империи Юань Тинчжоуская область была в 1278 году преобразована в Тинчжоуский регион (汀州路). После свержения власти монголов и образования империи Мин «регионы» были переименованы в «управы» — так в 1368 году появилась Тинчжоуская управа (汀州府), властям которой подчинялась северо-западная половина современного городского округа Лунъянь и южная половина современного городского округа Саньмин. Во времена империи Цин уезд Лунъянь (龙岩县) был в 1734 году выведен из подчинения властям Чжанчжоуской управы (漳州府) и преобразован в область, став Лунъяньской непосредственно управляемой областью (龙岩直隶州), властям которой стали также подчиняться уезды Чжанпин и Нинъян (宁洋县). После Синьхайской революции в Китае была проведена реформа структуры административного деления, в ходе которой области и управы были упразднены, поэтому в 1912 году Тинчжоуская и Чжанчжоуская управы были расформированы, а Лунъяньская непосредственно управляемая область вновь стала уездом Лунъянь.
После образования КНР в 1949 году был создан Специальный район Лунъянь (龙岩专区), состоящий из 7 уездов. В марте 1956 года был расформирован Специальный район Юнъань (永安专区), и из него в состав Специального района Лунъянь перешли уезды Юнъань, Нинхуа, Цинлю и Нинъян. В июле того же года был расформирован уезд Нинъян, а его территория была разделена между уездами Чжаньпин, Юнъань и Лунъянь.
В феврале 1959 года уезды Цинлю и Нинхуа были объединены в уезд Циннин (清宁县). В 1961 году уезд Циннин был вновь разделён на уезды Цинлю и Нинхуа. В 1962 году уезды Цинлю, Нинхуа и Юнъань были переданы под юрисдикцию властей городского уезда Саньмин, подчинённого напрямую провинциальным властям.
В 1971 году Специальный район Лунъянь был переименован в округ Лунъянь (龙岩地区).
Постановлением Госсовета КНР от 28 сентября 1981 года уезд Лунъянь был преобразован в городской уезд.
Постановлением Госсовета КНР от 15 августа 1990 года уезд Чжанпин был преобразован в городской уезд.
Постановлением Госсовета КНР от 20 ноября 1996 года были расформированы округ Лунъянь и городской уезд Лунъянь, и образован городской округ Лунъянь; территория бывшего городского уезда Лунъянь стала с 21 марта 1997 года районом Синьло в его составе.
Постановлением Госсовета КНР от 13 декабря 2014 года уезд Юндин был преобразован в район городского подчинения.

## Административно-территориальное деление
Городской округ Лунъянь делится на 2 района, 1 городской уезд, 4 уезда:
| Карта                                           | Карта    | Карта     | Карта          | Карта            | Карта         |
| ----------------------------------------------- | -------- | --------- | -------------- | ---------------- | ------------- |
| Синьло Юндин Чантин Шанхан Упин Ляньчэн Чжанпин |          |           |                |                  |               |
| Статус                                          | Название | Иероглифы | Пиньинь        | Население (2010) | Площадь (км²) |
| Район                                           | Синьло   | 新罗区    | Xīnluó qū      |                  |               |
| Район                                           | Юндин    | 永定区    | Yǒngdìng qū    |                  |               |
| Городской уезд                                  | Чжанпин  | 漳平市    | Zhāngpíng shì  |                  |               |
| Уезд                                            | Чантин   | 长汀县    | Chángtīng xiàn |                  |               |
| Уезд                                            | Шанхан   | 上杭县    | Shàngháng xiàn |                  |               |
| Уезд                                            | Упин     | 武平县    | Wǔpíng xiàn    |                  |               |
| Уезд                                            | Ляньчэн  | 连城县    | Liánchéng xiàn |                  |               |

## Экономика

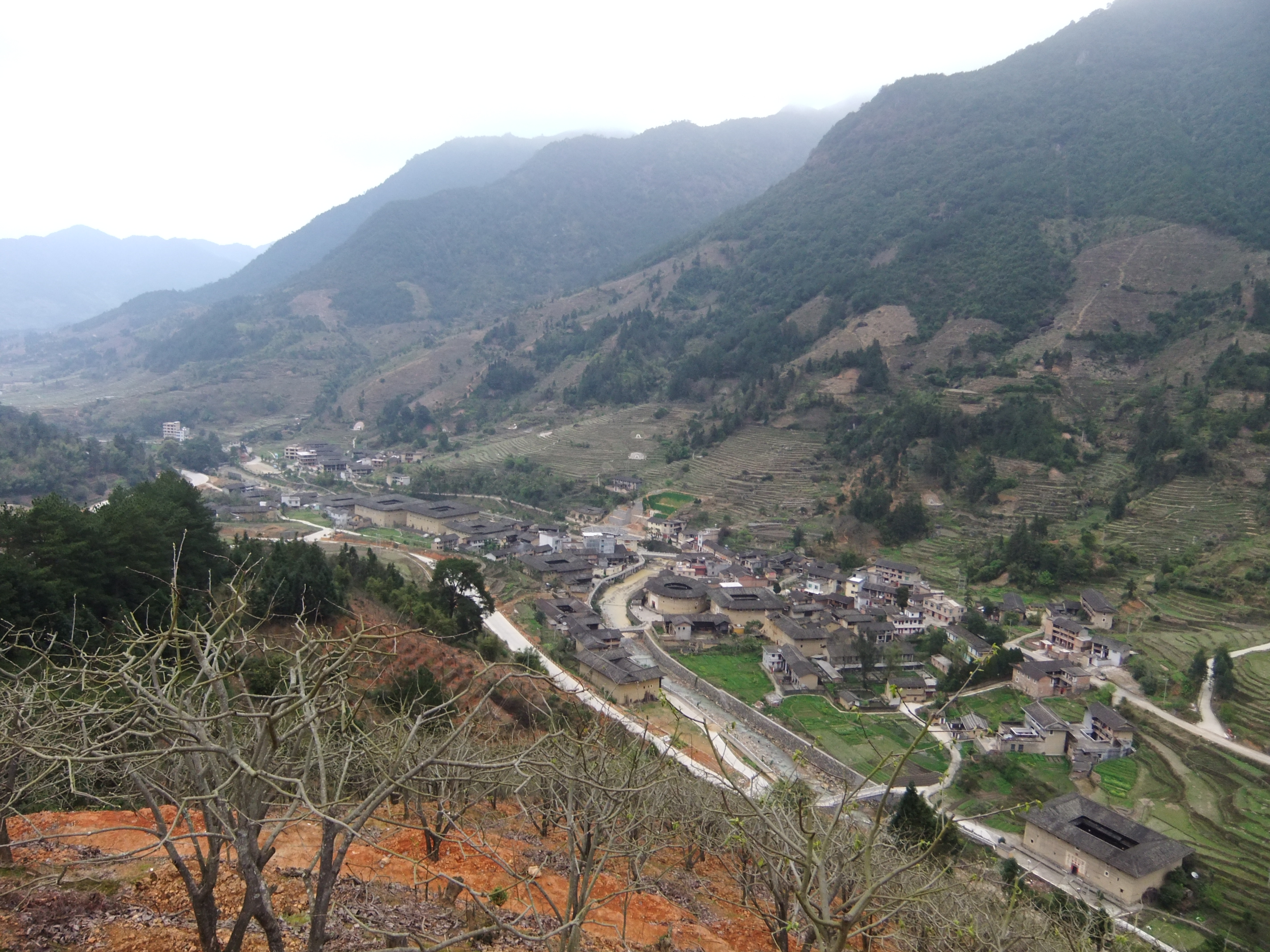
Застроенные тулоу деревни в долине речки Наньси (посёлок Хукэн, уезд Юндин) образуют так называемую «Великую стену тулоу»

В Лунъяне базируются крупный производитель дорожно-строительной техники Lonking Holdings и металлургическая компания Zijin Mining Group.